# Dorculus bouvieri
Dorculus bouvieri es una especie de coleóptero de la familia Lucanidae.

## Distribución geográfica
Habita en Timor.